# Mekele
Mekele, aussi orthographié Mékélé, Meqelé ou Mekelé (en alphasyllabaire guèze : መቀሌ ; en italien : Macallè) est la capitale de la région du Tigré et de la Gole, dans le Nord de l'Éthiopie. Elle est également un woreda (district). La ville comptait 169 207 habitants en 2005.

## Géographie
Mekele est une ville située dans la zone Tigré Sud de la région Tigré. Elle se trouve à 2 060 m d'altitude et à 780 km au nord d'Addis Abeba.

## Population
Selon les estimations de 2005 de l'Agence centrale de la statistique éthiopienne, Mekele compte 169 207 habitants (85 876 hommes et 83 331 femmes). Le woreda s'étend sur 24,44 km2 et a donc une densité de 6 923 habitants par kilomètre carré. Ces estimations sont basées sur le recensement de 1994. À cette époque, la population était de 96 938 habitants.

## Histoire
Des troupes portugaises débarquent à Massawa, au nord de l'Éthiopie, en 1541 pour soutenir le negus Gelawdewos, successeur de Dawit II. Ils remportent un premier succès en franchissant l’Amba-Sénéïti, puis arrivent début avril 1542 au sud de Macallé où ils se retranchent devant le gros des troupes de Gragn. En deux batailles au nord de l’Amba Alagi, ils débandent les musulmans, et blessent l’iman Ahmed. Mi-avril, ils atteignent la plaine d’Ofala, au sud du lac Achangui, alors que la saison des pluies arrive.
Pendant ce temps, Ahmed al Ghazi reconstitue ses troupes et y adjoint 900 mousquetaires et dix canons reçus d’Arabie, du pacha des Turcs de Zébid. Il reprend l’offensive avant la saison sèche et met les Portugais en déroute à la bataille de Wofla (29 août 1542) : deux cents survivants se replient vers le Simien avec la reine et le prêtre catholique João Bermudes. Leur chef, Dom Christophe de Gama, fils de Vasco de Gama, resté en arrière, est capturé et torturé avant d’être décapité.
En octobre, le negus Gelawdewos réussit à joindre ses troupes et les Portugais, tandis qu'Ahmed al Ghazi, sûr de son succès, a congédié ses alliés turcs et regagné ses quartiers près du lac Tana. L'année suivante, les troupes de Harar sont surprises et décimées par le négus Gelawdewos à Ouaïna-Dega, près du lac Tana, en février 1543. Ahmed al Ghazi y est tué d’une balle de mousquet par le Portugais Pero de Lian. Privés de leur chef, ses soldats se dispersent et sont taillés en pièces dans leur fuite vers l’Adal.
Au XIXe siècle, le negusse negest Yohannes IV y avait installé sa résidence.
En novembre 2020 durant la guerre du Tigré, la ville est le théâtre d'une bataille qui voit les troupes éthiopiennes l'emporter contre le Front de libération du peuple du Tigré.

## Transports

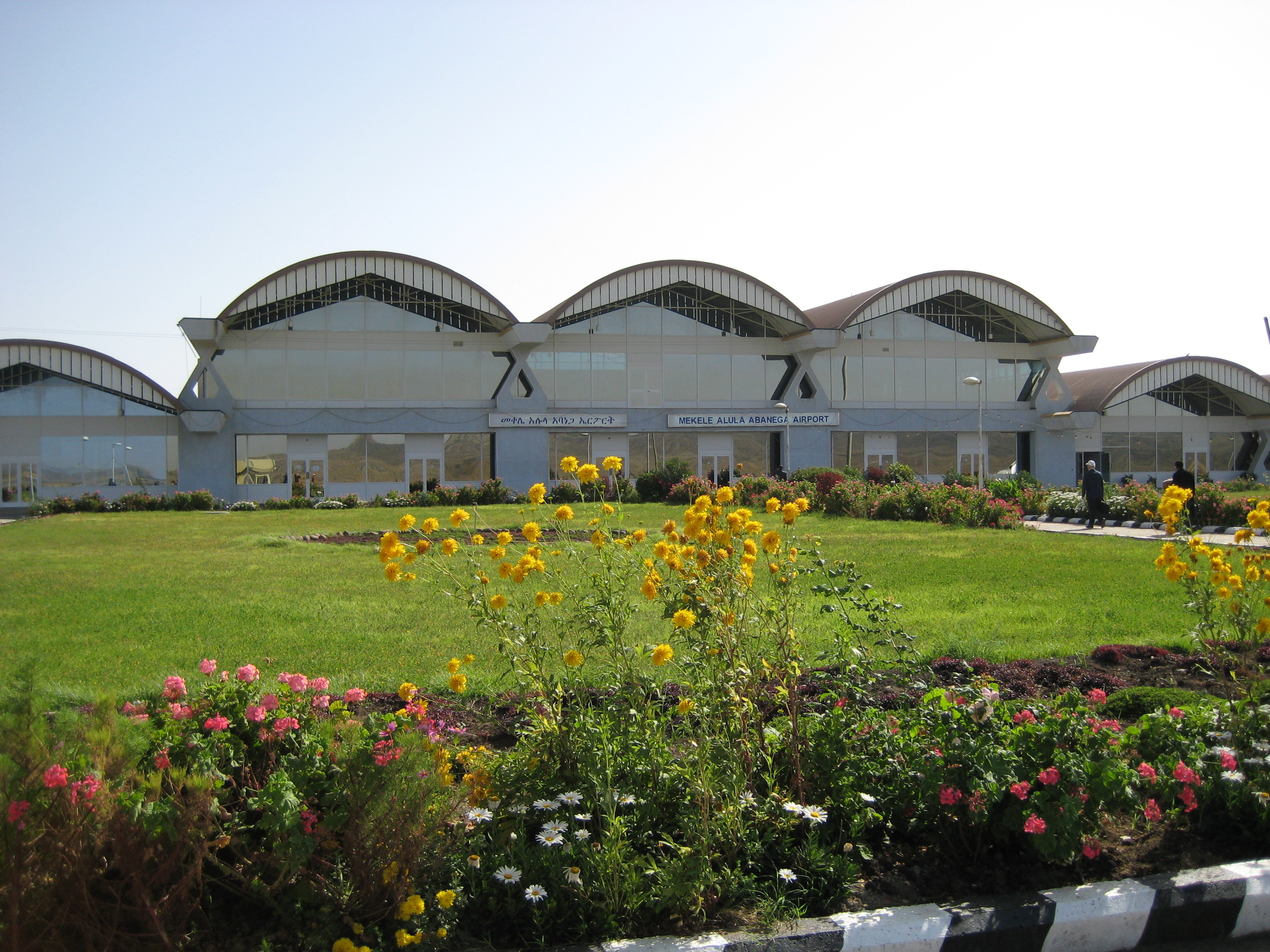
Aéroport Alula Aba Nega.

La ville est reliée par le transport aérien avec l’aéroport Alula Aba Nega.

## Enseignement supérieur

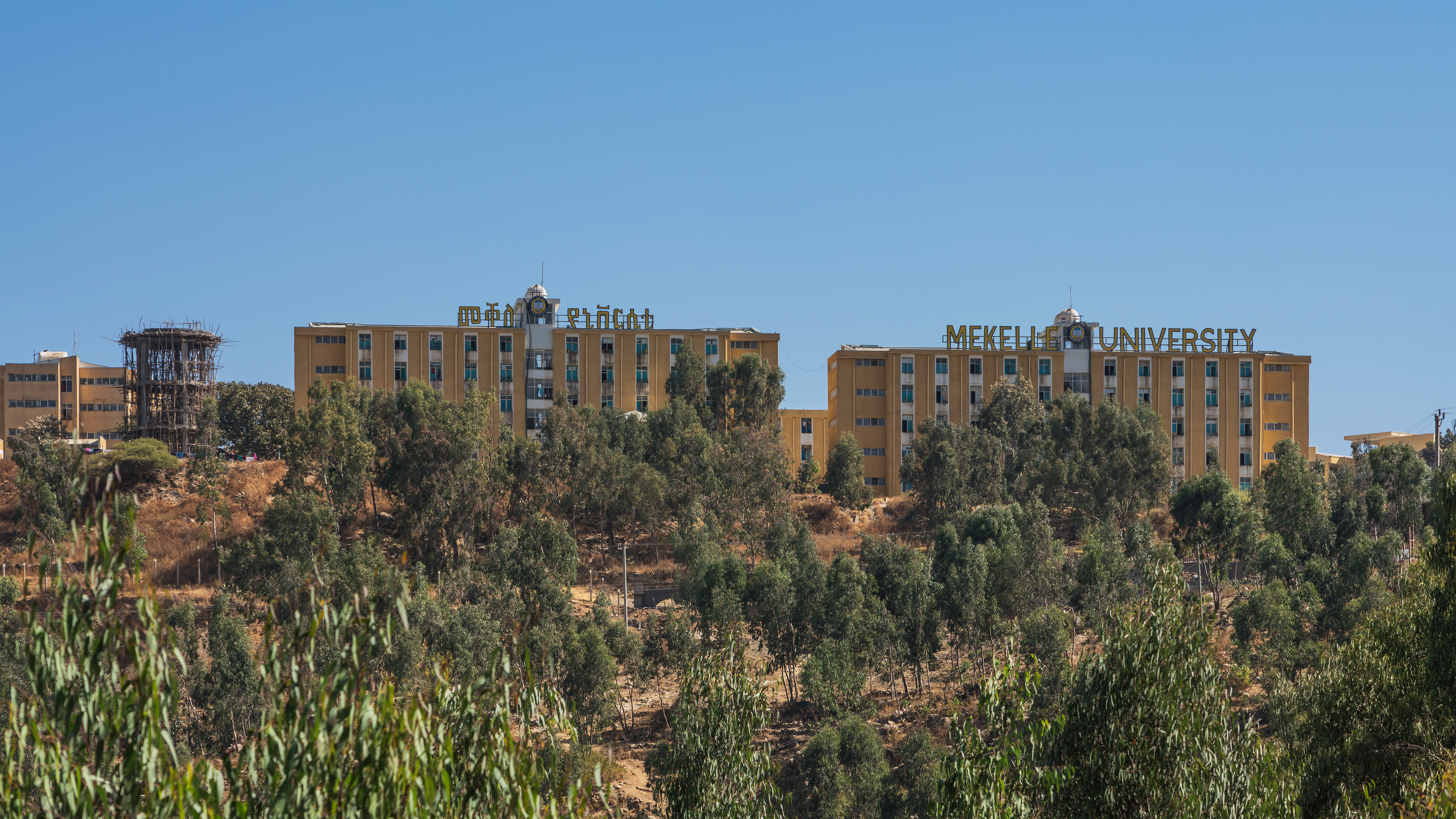
Université de Mekele

L’université de Mekele a été fondée en 1991.

## Lieux de culte
Parmi les lieux de culte, il y a principalement des églises et des temples chrétiens : Église orthodoxe éthiopienne, Église évangélique éthiopienne Mekane Yesus (Fédération luthérienne mondiale), Ethiopian Kale Heywet Church, Archéparchie d'Addis-Abeba (Église catholique), Ethiopian Full Gospel Believers' Church. Il y a aussi des mosquées.

## Personnalités liées à la ville
- Birhan Woldu, enfant affamée devenu un symbole de la famine de 1984-1984 en Éthiopie.
- Freweini Mebrahtu est une ingénieure et cheffe d'entreprise de la région de Mekele.